# Aequidens gerciliae
Aequidens gerciliae är en fiskart som beskrevs av Kullander, 1995. Aequidens gerciliae ingår i släktet Aequidens och familjen Cichlidae. Inga underarter finns listade i Catalogue of Life.